# Зименкова, Анастасия Алексеевна
Анастасия Алексеевна Зименкова (бел. Анастасія Аляксееўна Зімянкова; 21 июня 1999, Борисов, Беларусь) — белорусская женщина-борец вольного стиля, двукратный призёр чемпионатов Европы.

## Спортивная карьера
В июле 2016 года стала чемпионкой Европы среди кадетов в Стокгольме. В мае 2018 года на чемпионате Европы в Каспийске заняла второе место, проиграв в финале на туше шведке Йенни Франссон. Через месяц взяла старт на молодёжном чемпионате Европы U23 в Стамбуле, где также стала серебряным призёром, проиграв в финале француженке Кумбе Ларрок. В марте 2019 года в сербском Нови-Саде стала чемпионкой мира среди молодёжи U23. В июне 2019 года в испанской Понтеведре одержала победу на чемпионате Европы среди юниоров. 10 апреля 2025 года на чемпионате Европы в Братиславе в весовой категории до 76 кг завоевала бронзовую медаль. В схватке за третье место одолела соперницу из Германии Лауру Кюн.

## Личная жизнь
Окончила школу № 22 в Борисове. Является студенткой Белорусского государственного университета физической культуры
.

## Спортивные результаты
- Чемпионат Европы по борьбе среди кадетов 2016 — ;
- Чемпионат Европы по борьбе 2018 — ;
- Чемпионат Европы по борьбе U23 2018 — ;
- Чемпионат мира по борьбе 2018 — 11;
- Чемпионат Европы по борьбе U23 2019 — ;
- Чемпионат Европы по борьбе 2019 — 6;
- Чемпионат Европы по борьбе 2019 среди юниоров — ;
- Чемпионат Европы по борьбе 2020 — 8;
- Чемпионат Европы по борьбе U23 2021 бронза
- Кубок Ивана Ярыгина 2023  — ;
- 2024 игры БРИКС — ;[9]
- Чемпионат Европы по борьбе 2025 — ;